# Kanton Vénissieux-Sud
Kanton Vénissieux-Sud (francouzsky Canton de Vénissieux-Sud) je francouzský kanton v departementu Rhône v regionu Rhône-Alpes. Tvoří ho pouze jižní část města Vénissieux.